# Kvasná zátka

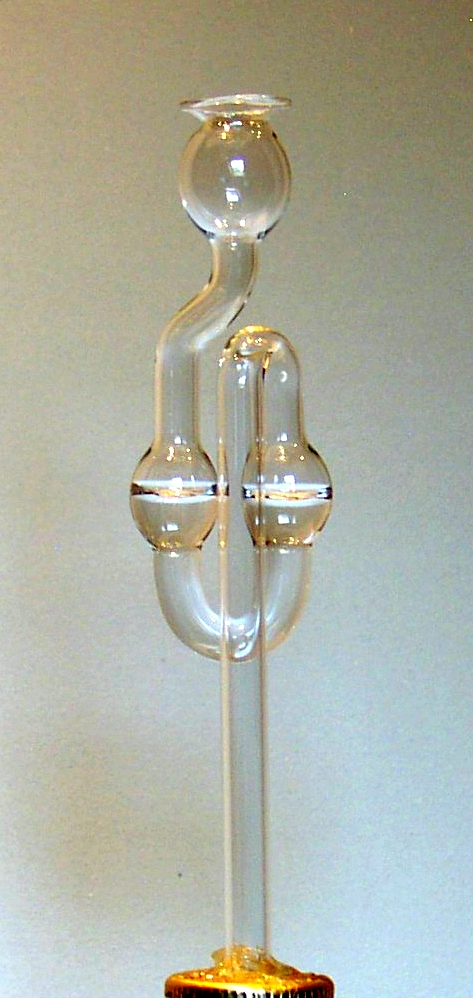
Skleněná kvasná zátka

Kvasná zátka je zařízení používané při kvašení (např. piva nebo vína), které umožňuje únik kvasných plynů (zejm. CO2) z kvasné nádoby, ale neumožní přístup vzduchu dovnitř, kvůli možné kontaminaci bakteriemi.
Kvasná zátka je z poloviny naplněna vodou nebo jiným sanitačním roztokem. Když tlak plynu uvnitř kvasné nádoby stoupne nad určitou mez, uniká skrz náplň kvasné zátky v jednotlivých bublinkách do okolního prostředí. Někdy je pro naplnění kvasné zátky použito místo vody lihu, aby při zpětném nasátí, způsobeném například prudkým vzestupem atmosférického tlaku, nedošlo ke kontaminaci kvasu.
Nejjednodušší konstrukcí kvasné zátky je gumová hadička vedoucí z kvasné nádoby, ponořená druhým koncem do vody. Nevýhodou tohoto typu je poměrně velké riziko zpětného nasátí kontaminované vody do kvasné nádoby. Nejčastěji používané kvasné zátky jsou montovány na vrchu kvasné nádoby. Skládají se ze tří propojených částí tvořících vhodný prostor pro oddělující kapalinu. Starší typy jsou tvořené tříbublinkovými komorami umožňujícími vyrovnat větší kolísání tlaků. Zátky jsou často vyráběny z ručně foukaného skla.
Při bouřlivě probíhajícím kvašení může být přetlak unikajících plynů dostatečný k zamezení kontaminace kvasu a kvasných zátek není potřeba.